# Dolazak kući (Naruto epizoda)
Dolazak kući je epizoda animea Naruto Shippuden. Ovo je 1. epizoda 1. sezone.

## Radnja
Epizoda počinje u sredini Drugog djela priče, gdje se Tim 7 suočava sa Sasukeom Uchihom u Orochimarovom brlogu. Taj se dodatak epizodi koncentrira na Sasukea i njegovu novu osobnost, preskačući scene borbe koje su se trebale odvijati za njegova govora. 
Vraćajući se na početak Drugog dijela, Naruto Uzumaki vraća se u Konohu nakon dvije i pol godine koje je proveo trenirajući s Jiraiyom. Ponovno je upoznat sa svojim prijateljima, koji su također odrasli i postali najmanje chunini, za razliku od Naruta koji je još uvijek ostao genin. Tim 7 je ponovno osnovan u sastavu od tri osobe i, kako bi vidio koliko su Naruto i Sakura napredovali, Kakashi Hatake odluuje održati još jedan ispit sa zvončićima, koji je prvotno bio završen u 4. epizodi Naruta.
Negdje drugdje, Akatsuki započinje sa svojim planovima za Gaaru, koji je postao Kazekage za vrijeme Narutove odsutnosti.

## Zanimljivosti
- Sakura prva progovori u novoj Naruto seriji.

- Na početku epizode prvi se put pojavljuje Sai, zamjena Sasukea u Timu 7, iako nije progovorio. Yamato se također pojavljuje, ali manje upadljivo. Viđen je samo u djeliću sekunde dok su on i Sakura pokušali povratiti ravnotežu nakon podrhtavanja tla čiji je uzrok eksplozija.

- Mačka koju je Konohamarov tim morao uloviti u svojoj misiji bila je jedna od ranih misija Tima 7. Zapravo, to je bila jedno te ista mačka (ljubimac žene Daimyoa Zemlje Vatre). Scena koja prikazuje uspjeh misije također je veoma slična s uspjehom Tima 7. Osim toga, Konohamarova misija nije bila dio mange te se je dogodila prije, a ne nakon Narutova povratka.

- Raspored pojave likova se malo promijenio. Kakashi se pojavljuje kasnije negoli u mangi (Naruto mu predaje "Icha Icha" knjigu pri Hokageovoj zgradi, a ne odmah nakom svog povratka). Također, Shikamaru i Temari sreću se s Narutom u Hokageovom uredu, a ne na ulici.

- Narutovi i Sakurini stariji i mlađi profili sreću su u smiješnim dodacima epizode te odavaju klučne riječi "Shi" i mali "tsu". Kakashi i Jiraiya napravili su također svoj vlastiti dodatak u kojem hvale knjigu "Taktike maženja" iz serije "Icha Icha" te odavaju ključnu riječ "Pu". Te se ključne riječi vežu s drugom epizodom.